# Kaffernlimette
Die Kaffernlimette (Citrus hystrix), auch Kaffir-Limette oder Mauritius-Papeda, oder aus dem Französischen Combava, ist eine Pflanzenart aus der Gattung Zitruspflanzen (Citrus) innerhalb der Familie der Rautengewächse (Rutaceae). Sie  dient als Gewürz- und Heilpflanze.

## Herkunft

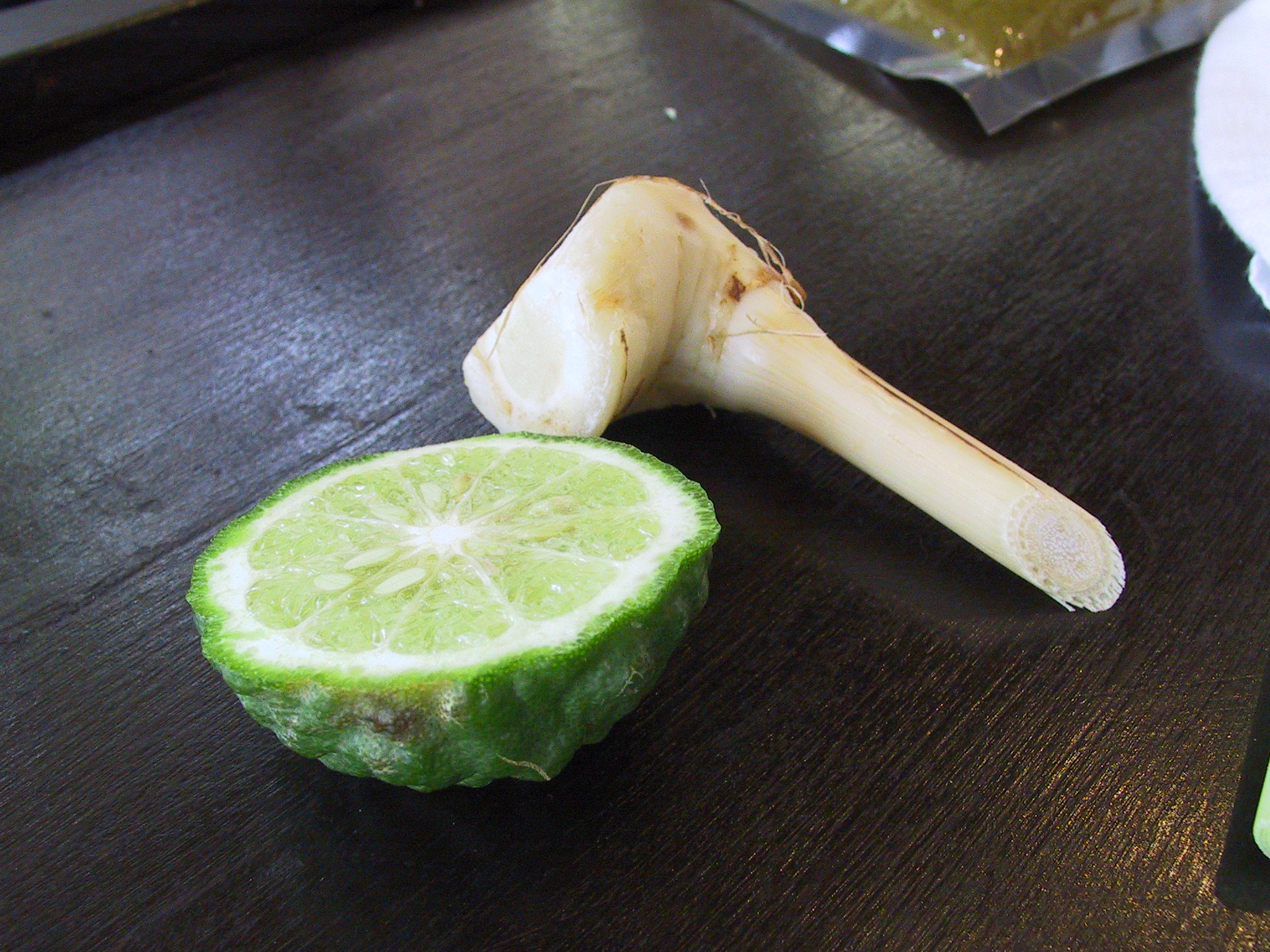
Zwei thailändische Gewürze: Kaffernlimette und Galgant

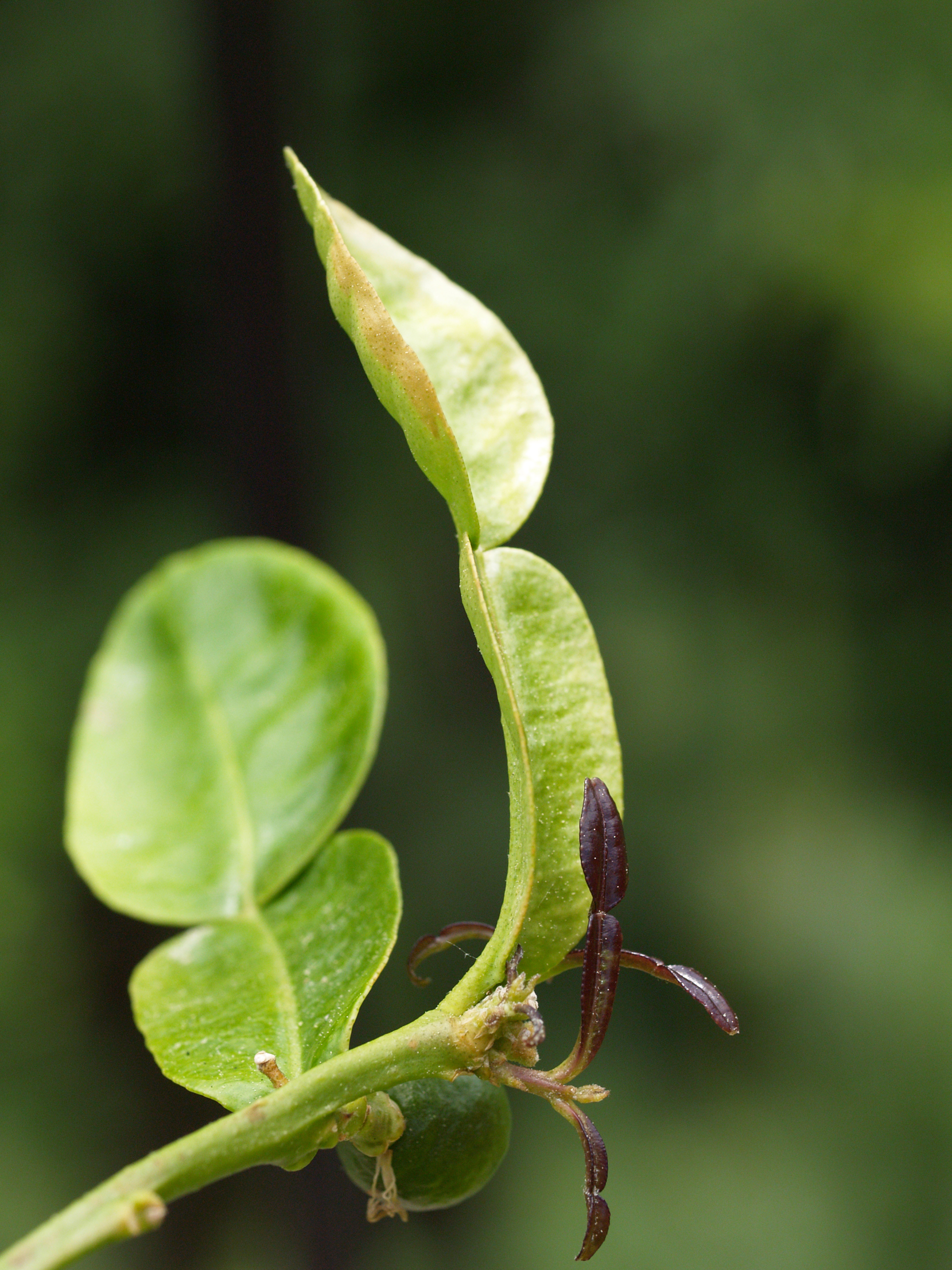
Blätter der Kaffernlimette

Die Kaffernlimette stammt aus dem tropischen Asien und ist wahrscheinlich auf der Malaiischen Halbinsel heimisch. Sie wird heute in allen Ländern der Halbinsel und auch in Indonesien angebaut und wurde durch Auswanderer auch in die Karibik und die USA verbreitet.

## Beschreibung
Die Kaffernlimette ist ein kleinwüchsiger Baum oder Strauch mit dornenbewehrten Zweigen. Die Blattstiele sind stark verbreitert („geflügelt“), wodurch der Eindruck von zwei in Längsrichtung aneinandergewachsenen Blättern entsteht. Die Blätter sind stark glänzend und mit einer Wachsschicht überzogen.
Aus den weißen, relativ kleinen Blüten entwickeln sich birnenförmige Früchte, die typischerweise 6 cm groß sind. Die unebene, grobwarzige Schale verfärbt sich im Lauf der Reife von dunkelgrün nach gelb. Allerdings werden Kaffernlimettenfrüchte praktisch immer unreif, also grün, gehandelt.
Die Chromosomenzahl beträgt 2n = 18.

## Inhaltsstoffe
Die ganze Kaffernlimettenpflanze riecht stark aromatisch und durchdringend zitronenähnlich. Dieser Geruch geht auf den Monoterpenaldehyd Citronellal zurück. In der Fruchtschale wurden, ähnlich wie bei Zitrone und Limette, Monoterpenkohlenwasserstoffe wie Limonen als Hauptkomponente identifiziert. 

## Verwendung
Kaffernlimetten sind klein und saftarm; daher spielen sie keine Rolle zur Herstellung von Erfrischungsgetränken. Neben der Verwendung von Kaffernlimettenöl in der Parfümerie
ist die Pflanze vor allem in der Kochkunst Südostasiens und dem französischen Überseedepartement La Reunion bedeutsam.
In der Küche verwendet man zumeist die frischen Blätter. Man kann sie, ähnlich wie europäische Lorbeerblätter, in soßigen oder suppenartigen Speisen mitkochen lassen, wobei sie ein pikant-zitronenartiges Aroma an die Speisen abgeben; sie sind jedoch zu zäh, um mitgegessen zu werden. In Thailand und Vietnam schneidet man die Blätter auch in hauchdünne Streifen, wodurch sie stärker würzen und auch problemlos mitgegessen werden können; in dieser Form verwendet man sie zu nordthailändischen pikanten Fleischsalaten. In Thailand und Kambodscha bereitet man auch Gewürzpasten zu, die zerriebene Kaffernlimettenblätter enthalten.
In Malaysia und Indonesien werden auch die Kaffernlimettenfrüchte zum Würzen genutzt. Man lässt dazu entweder grob zerschnittene oder gequetschte Kaffernlimetten in Schmorgerichten mitkochen (dabei entwickelt sich unvermeidbar auch etwas Bitterkeit aus dem Mesocarp), oder verwendet nur die äußerste Schicht der Schale (Exocarp).
Auf La Reunion werden die kleingeschnittenen Schalen der Früchte dem Rougail oder Samoussas beigemischt.